# Akzession (Völkerrecht)
Akzession oder Beitritt (engl. accession, frz. l’adhésion) ist nach dem Wiener Übereinkommen über das Recht der Verträge (WVK) eine völkerrechtliche Handlung, durch die ein Staat im internationalen Bereich seine Zustimmung bekundet, durch einen Vertrag gebunden zu sein (Art. 2 Abs. 1 lit. b, Art. 11 ff, Art. 15 WVK).
Der beitretende Staat begründet seine Zustimmung durch Austausch der Beitrittsurkunde mit den Vertragsstaaten, durch ihre Hinterlegung bei dem Verwahrer oder ihrer Notifikation an die Vertragsstaaten oder den Verwahrer (Art. 16 WVK). 
Die Zustimmung eines Staates, durch einen Vertrag gebunden zu sein, kann außerdem durch Unterzeichnung, Austausch von Urkunden, die einen Vertrag bilden, Ratifikation, Annahme, Genehmigung oder auf eine andere vereinbarte Art ausgedrückt werden (Art. 11 WVK).
Im Völkerrecht wird auch der natürliche Zuwachs von Staatsgebiet als Akzession bezeichnet im Unterschied zu einem Gebietserwerb durch Rechtsakt wie Okkupation oder Annexion. Ein Beispiel ist das Haarlemer Meer.